# Kervendonk
Kervendonk ist eine in der Flächenausdehnung durch Landwirtschaft geprägte Region am unteren linken Niederrhein zwischen Winnekendonk, Kevelaer und Kervenheim.
Die Gemeinde Kervendonk gehörte zum Amt Kervenheim, seit 1969 gehört die Bauerschaft Kervendonk zur Ortschaft Kervenheim (Stadt Kevelaer).
Der Namensteil -donk bezeichneten einen sandigen Erdrücken, der sich geringfügig über die umgebende Bruchlandschaft erhebt und somit einen Schutz vor Überschwemmungen bot. Donken waren vermutlich im Mittelalter Ausgangspunkte für Besiedlungen im flachen und feuchten Tiefland des westlichen Niederrheins. Die 1270 erstmals erwähnte Burg Kervendonk, im heutigen Dorf Kervenheim auf einer kleinen Anhöhe belegen, zeugt von dieser Entwicklung.

## Geschichte
- Um 800 v. Chr. – Im Bereich „Haus Brempt“ werden erste Siedlungen angelegt,
- Um 500 n. Chr. – Besiedelung durch die Franken,
- um 843 n. Chr. – erste Nachweise einzelner Höfe im Gebiet Kervendonks
- 1299 – Kervendonk bildet mit Kervenheim die „Herrlichkeit Kervenheim“
- 1689 – Französische Truppen zerstören und plündern in der Region, brennen Gründjenshof, Niersmannshof, Voeskenshof, Diepenbruckshof, Büllhorst, Daelshof ab
- 23. Jan. 1798 – Einführung eines französischen Verwaltungssystems,
- 12. Jan. 1814 – Befreiung von Besatzungen,
- 22. April 1816 – mit Gründung des Kreises Geldern entsteht die Bürgermeisterei Kervendonk, Kervenheim und Winnekendonk mit Sitz in Kervenheim,
- 17. Sept. 1853 – Winnekendonk wird neuer Sitz der Bürgermeisterei,
- 30. Juni 1969 – mit der Gebietsreform endete die kommunale Selbstverwaltung des Gemeindeverbundes und des Bürgermeisterei, deren Führung in den Jahren ab 1949 von Amtsdirektor August Wormland und Amtsbürgermeister Wilhelm Wehren (Landwirt und Mitglied des Landtag Nordrhein-Westfalen) gelegen hatte.

Seit dem 1. Juli 1969 ist Kervendonk durch Eingemeindung ein Teil der Ortschaft Kervenheim in der Stadt Kevelaer.

### Wappen und Banner
| Wappen der ehemaligen Gemeinde Kervendonk, Kreis Geldern | Blasonierung: „In Blau ein silberner (weißer) Henkelkorb aus dem unter dem Henkel ein goldener (gelber) sechsstrahliger Stern aufsteigt.“ |

Banner der ehemaligen Gemeinde Kervendonk

| Wappen der ehemaligen Gemeinde Kervendonk, Kreis Geldern | Wappenbegründung: Das von Walther Bergmann entworfene Wappen wurde am 2. März 1965 vom nordrhein-westfälischen Innenminister genehmigt. Das Korbmotiv ist aus dem Sprachbereich der Vorsilbe ein früheres Symbol für Heimatstatt. So wurde aus dem Bild des Korbes das Wort "Kerv", dieses gab der Ortschaft ihren Namen und als Teil des Namens wiederum ging es bildhaft ein in die Wappensymbolik. Die Farben Blau und Gold erinnern an die frühere Zugehörigkeit zum Herzogtum Geldern. Der Stern entstammt dem Wappen des Amtes Kervenheim. Banner: „Das Banner zeigt auf einer blauen Bahn die Symbole des Wappens ohne Schild.“ |

## Verkehr und Wirtschaft

### Infrastruktur
Kervendonk ist zu erreichen
- Flugzeug: Flughafen Weeze / Niederrhein
- Autobahn: A 57 – Abfahrt Nr. 4 – Uedem / Weeze
- Bundesstraße: B 9 – Abzweigungen in Kevelaer und Weeze/Schloss Wissen
- Bundesbahn: Niers-Express (RE 10) – Bahnhof Kevelaer
- Bürgerbuslinie: Kervenheim – Winnekendonk – Kervendonk – Bahnhof Kevelaer
- Kreisstraße: K 13 – Kevelaer – Uedem, grundlegender Neubau im Jahre 2006
- Radfahrer: Herrensitz-Route (Sonsbeck – Kervendonk – Kervenheim)
- Radfahrer: Niederrhein-Route, Abschnitt Nr. 15 (Kevelaer – Winnekendonk – Kervendonk – Kervenheim – Uedem)
- Fußwanderer: Jakobsweg entlang der Niers – (Weeze – Schloss Wissen – Kervendonk – Haus Brempt – Schravelen – Kevelaer)
- Fußwanderer: Michelsweg (Kevelaer – Schravelner Heide – Kervendonk – Kervenheim)

### Wirtschaft
- Rohstoffgewinnung – Planungen im Gebiet  „Bleickshof“

Auf urzeitliche Entwicklungen fußend sind am unteren Niederrhein zahlreiche Kieslagerstätten entstanden, die zunehmend aufgeschlossen werden. Bei einer Abgrabungstiefen von etwa 10 – 15 m werden die Auskiesungsflächen stets größer. Für den Bereich Kervendonk „Bleickshof“ ist ein Antrag gestellt, etwa  80 ha derzeit landwirtschaftlich genutzte Fläche auszukiesen.
- Rohstoffgewinnung – abgeschlossene Auskiesung „Voeskenshof“

Mit einem Seilzugbagger war zwischen 1960 und 1970 eine Teilfläche des Voeskenshofes abgegraben worden. Der nach heutigen Maßstäben sehr kleine See ist nach der Auskiesung vollständig renaturiert worden und heute vom
- Freizeit- und Ferienpark Kevelaer

mit ca. 370 Wochenendhäusern umgeben. Die außerhalb des Ferienparks gelegenen Wirtschaftsgebäude des ehemals zum Schloss Wissen zählenden Landgutes Voeskenshof wurden im Zuge allgemeinen Strukturwandels in ein stattliches Landguthotel mit Restaurant umgebaut.
- Bio-Bauernhof mit Ferien und Eventbetrieb „Rouenhof“
- Reiterhof „Daelshof“ von Hermann Schopmans und Marianne Mundt

## Persönlichkeiten
- Hubert Hönnekes (1880–1947), Reichstagsabgeordneter Zentrum
- Wilhelm Wehren (1914–1999), Landtagsabgeordneter CDU
- Theodor van Doornick, Bürgermeister von Kervendonck
- Gottfried Hoogen, Schwiegersohn des vorgenannten, Pferdezüchter